# Isopterygium punctulatum
Isopterygium punctulatum är en bladmossart som beskrevs av Brotherus och H. A. Wager 1914. Isopterygium punctulatum ingår i släktet Isopterygium och familjen Hypnaceae. Inga underarter finns listade i Catalogue of Life.